# Pasiano di Pordenone
Pasiano di Pordenone är en ort och kommun i regionen Friuli-Venezia Giulia i Italien och tillhörde tidigare även provinsen Pordenone som upphörde 2017. Kommunen hade 7 774 invånare (2018).